# Ruinas
Ruinas (en sard, Arruinas) és un municipi italià, dins de la província d'Oristany. L'any 2007 tenia 825 habitants. Es troba a la regió de Barbaxiana. Limita amb els municipis d'Allai, Asuni, Mogorella, Samugheo, Siamanna, Villa Sant'Antonio i Villaurbana.

## Administració
| Període | Identitat    | Partit        |
| ------- | ------------ | ------------- |
| 2005-   | Gianni Tatti | Llista cívica |